# Stenichneumon culpator

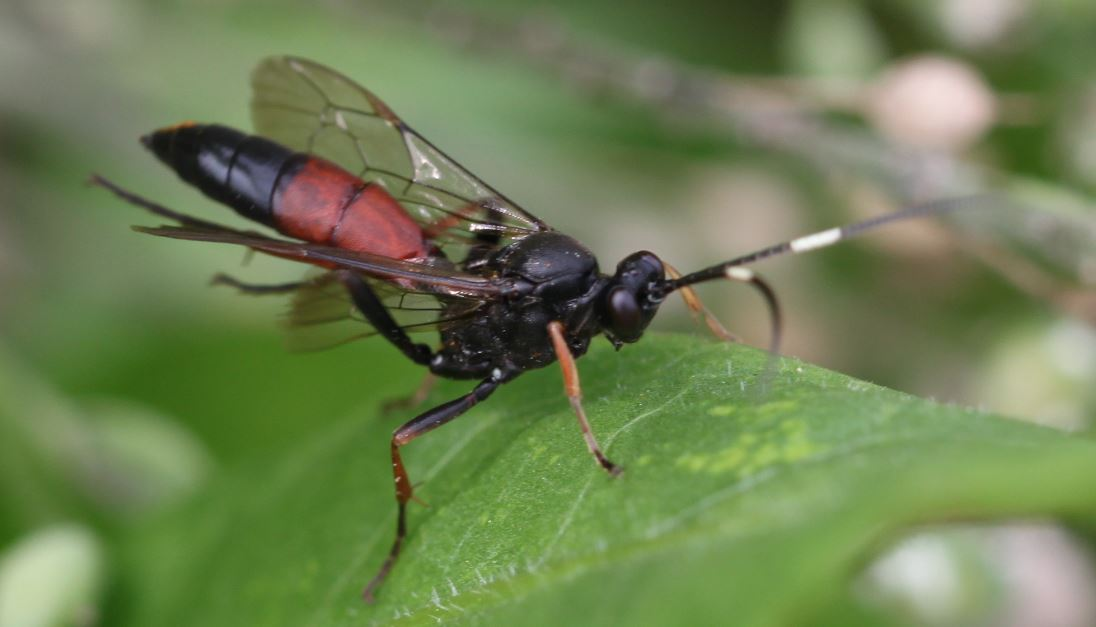
Stenichneumon culpator, Weibchen

Stenichneumon culpator ist eine Schlupfwespe aus der Unterfamilie der Ichneumoninae. 

## Unterarten
Es gibt folgende Unterarten:
- Stenichneumon culpator adsentator (Tischbein, 1881)
- Stenichneumon culpator cincticornis (Cresson, 1864)
- Stenichneumon culpator culpator (Schrank, 1802)
- Stenichneumon culpator iwatensis Uchida, 1926

## Merkmale
Die relativ großen Schlupfwespen erreichen eine Körperlänge von 15–18 mm. Die Schlupfwespen besitzen eine schwarze Grundfärbung. Es werden mehrere Unterarten unterschieden. Im Folgenden die Beschreibung der Nominatform S. c. culpator: Erstes und zweites Tergit sind rot gefärbt. Die Fühler der Weibchen besitzen ein weißes Band, das beim Männchen fehlt. Die Femura sind schwarz, die Tibien sind rot, die hinteren Tarsen sind dunkel gefärbt. Die Vorderflügel besitzen ein oranges Flügelmal.

## Verbreitung
Stenichneumon culpator ist in der Paläarktis und in der Nearktis verbreitet. Die Nominatform kommt in Mittel- und Südeuropa vor. S. c. adsentator kommt auf den Britischen Inseln vor. S. c. iwatensis ist im Fernen Osten vertreten. S. c. cincticornis ist in Nordamerika verbreitet.

## Lebensweise
Die Insekten findet man häufig an Waldrändern, Lichtungen und Hecken. Die adulten Schlupfwespen fliegen im Frühjahr und Sommer. Man beobachtet sie häufig an Wiesen-Bärenklau (Heracleum sphondylium).  Die befruchteten Weibchen überwintern und legen im Frühjahr ihre Eier an Schmetterlingsraupen und frisch verpuppten Schmetterlingen ab. Die geschlüpften Larven parasitieren diese. Zu ihren Wirtsarten zählt die Aschgraue Höckereule (Trichoplusia ni).